# Liste der Naturschutzgebiete im Kreis Heinsberg
Die Liste der Naturschutzgebiete im Kreis Heinsberg enthält die Naturschutzgebiete des Landkreises Kreis Heinsberg in Nordrhein-Westfalen.

## Liste
| Schlüsselnr. | Gemeinde                                | Gebietsname                                                | In Kraft seit | Fläche in ha | Bild                                               |
| ------------ | --------------------------------------- | ---------------------------------------------------------- | ------------- | ------------ | -------------------------------------------------- |
| HS-001       | Gangelt, Geilenkirchen, Übach-Palenberg | Teverener Heide                                            | 1977          | 449,6984     | NSG Teverener Heide                                |
| HS-002       | Erkelenz, Hückelhoven                   | Scherresbruch, Haberger Busch                              |               | 57,8426      |                                                    |
| HS-003       | Selfkant                                | Im Eiländchen                                              |               | 44,4195      |                                                    |
| HS-004       | Wassenberg                              | Schaagbachtal                                              |               | 125,3597     | NSG Schaagbachtal                                  |
| HS-005       | Wegberg                                 | Helpensteiner Bachtal, oberes Schaagbachtal und Petersholz |               | 692,7603     |                                                    |
| HS-006       | Wegberg                                 | Schwalmbruch, Mühlenbach- und Knippertzbachtal             |               | 393,0759     | NSG Schwalmbruch, Mühlenbach- und Knippertzbachtal |
| HS-008       | Gangelt                                 | Rodebach-Gangelt/Mindergangelt                             | 2009          | 49,84        |                                                    |
| HS-010       | Selfkant                                | Hohbruch                                                   |               | 32,1839      |                                                    |
| HS-011       | Gangelt, Selfkant                       | Höngener und Säffeler Bruch                                |               | 65,8214      |                                                    |
| HS-012       | Selfkant                                | Tüdderner Fenn                                             |               | 57,7786      |                                                    |
| HS-013       | Geilenkirchen                           | Pannenschopp                                               |               | 14,5571      |                                                    |
| HS-014       | Geilenkirchen                           | Große Heide                                                |               | 17,5038      |                                                    |
| HS-016       | Wegberg                                 | Meinweg                                                    |               | 350,7413     | NSG Meinweg                                        |
| HS-017       | Erkelenz, Wegberg                       | Tüschenbroicher Wald                                       |               | 108,1752     |                                                    |
| HS-018       | Gangelt                                 | Rodebachtal-Niederbusch                                    | 2008          | 28,60        |                                                    |
| HS-031       | Hückelhoven                             | Kapbusch                                                   | 2016          | 89,70        | Der Kapbuschwald mit Kapbuschsee                   |
| HS-032       | Hückelhoven                             | NSG Baggersee Großkuenkel                                  | 2016          | 78,09        |                                                    |
| HS-033       | Hückelhoven                             | NSG Doverner Bruch                                         | 2016          | 26,76        |                                                    |
| HS-034       | Hückelhoven                             | Am hintersten Berg                                         | 2016          | 8,77         | NSG Am hintersten Berg                             |